# Njëri nga ata
"Njëri nga ata" är en låt skriven av den albanska låtskrivaren Aida Baraku och komponerad av den makedonska sångerskan Kaliopi. Låten framfördes av sångerskan Jonida Maliqi, som med låten ställde upp i Kënga Magjike 10 år 2008. Där tog hon sig till final och fick med låten högst poäng av alla vilket gav henne segern i tävlingen. Hon tilldelades även ett pris för bästa framträdande. Låten släpptes senare på ett samlingsalbum med namnet Kënga Magjike 2008.